# 官賢
官贤（1449年—1514年），字汝俊，山东平度州（今平度市）人。明朝政治人物。官至陕西提学佥事。

## 生平
官贤为成化十三年（1477年）丁酉科山東鄉試第十二名举人，弘治三年（1490年）庚戌科進士。授刑部主事，迁任河南汝州同知。弘治十四年（1501年），擢升陕西按察司提学佥事。任内因得罪刘瑾，被迫於正德三年（1508年）去职。
官贤罢官归乡后，住在平度城北的太泉旁，建立了太泉书院，聘请名师教授子孙和当地好学之士。正德九年（1514年）病卒，年六十六。

## 墓葬
官贤墓本在平度城北三里，即今府君庙村东南。1950年代，其墓被发掘，墓志铭后来散失，盖石现存平度博物馆。盖面篆书“明故奉政大夫陕西按察司佥事官公墓志铭”。

## 著作
工诗文，有《太泉集》传世。

## 家族
曾祖官明德；祖父官友才；父官爵，贈戶部員外郎。母韓氏（贈宜人）；繼母趙氏（封宜人）。慈侍下。官贤兄官廉，天顺八年（1464年）进士，官至户部郎中。官贤子官一夔为举人、嘉靖十一年壬辰科副榜。